# منتزه سيدي رحال
متنزه سيدي رحال أو منتزه الحسن الأول هو موقع أثري يقع بالمغرب بمدينة قلعة السراغنة مصنف من وزارة الثقافة المغربية من ضمن المباني التاريخية والمواقع والمناطق المرتبة في عداد الآثار بإقليم قلعة السراغنة تحت ظهير بتاريخ 06 يوليوز 1940.
تم بناؤه في القرن 19 من طرف السلطان الحسن الأول الذي كان يتخذه إقامة صيفية بحكم مناخ المنطقة الذي يكون رطبا في الصيف ومعتدل شتاء.